# (5882) 1992 WW5
Az (5882) 1992 WW5 a Naprendszer kisbolygóövében található aszteroida. Kawasato, N. fedezte fel 1992. november 18-án.